# Ain Shams-universiteit
De Ain Shams-universiteit (Engels: Ain Shams University, Arabisch: جامعة عين شمس, letterlijk Universiteit van Heliopolis) is een universiteit in Caïro, Egypte, die Bachelor- en Masterstudies en PhD-programma's aanbiedt. Volgens de ranking van Webometrics is het de vierde universiteit van Egypte en staat ze op plek 17 in Afrika, op plek 14 in de Arabische wereld en wereldwijd op plek 1887.

## Geschiedenis
In 1950 werd de Ain Shams-universiteit opgericht als Ibrahim Pasja-universiteit, vernoemd naar de negentiende-eeuwse Egyptische generaal Ibrahim Pasja. Het was de derde universiteit die werd opgericht in Egypte. Samen met de Universiteit van Caïro en de Universiteit van Alexandrië voldeed het aan de behoefte aan hoger onderwijs.
Na de revolutie van 1952 werd de naam veranderd in Heliopolis, welke in 1954 weer werd veranderd in Ain Shams-universiteit (wat Universiteit van Heliopolis betekent in het Arabisch) of O'n, de oudste universiteit ter wereld die 5000 jaar geleden zou zijn gesticht. Dit is terug te vinden in het logo van de universiteit: de obelisk staat voor O'n, terwijl de twee haviken de Egyptische god Horus symboliseren.
De universiteit is gevestigd in het Zaafaranapaleis in Caïro, dat vernoemd is naar de saffraanvelden die daar vroeger lagen. Dit gebouw was eerder van het Egyptische Ministerie van Buitenlandse Zaken, maar kwam in 1952 in handen van de Ain Shams-universiteit. De universiteit begon toen met 8 faculteiten; heden ten dage telt ze er 15.

## Visie en missie

### Visie
De Ain Shams-universiteit probeert te excelleren in het hoger onderwijs en wetenschappelijk onderzoek op lokaal, regionaal en internationaal niveau waarin onafhankelijkheid, vrijheid, democratie, gelijkheid belangrijk zijn en probeert bij te dragen aan het dienen van de samenleving en duurzame ontwikkeling.

### Missie
- Het integreren van een cultuur van totale gelijkheid en constante verbeteringen in het onderwijs en onderzoek[7]
- Het verrijken van theoretische en toegepaste kennis volgens geldende normen en waarden
- Het verspreiden van de cultuur, normen en waarden van het wetenschappelijk onderzoek
- Het versterken van de samenwerking tussen universiteiten en onderzoekscentra op lokaal, regionaal en internationaal niveau
- Het ontwikkelen van onderwijsprogramma's volgens de standaarden op lokaal, regionaal en internationaal niveau
- Het voorzien van de studenten van de nieuwste kennisbronnen en moderne technologie om hun innovativiteit, leiderschap, zelfstandigheid, teamvaardigheden en concurrentiedrang te ontwikkelen
- Het stimuleren van doorstuderen en studeren op afstand

## Faculteiten en instituten
De Ain Shams-universiteit heeft de volgende faculteiten en instituten:
- Faculteit Handel
- Faculteit Rechtsgeleerdheid
- Faculteit Kunst en Cultuur
- Faculteit Techniek
- Faculteit Geneeskunde
- Faculteit Natuurwetenschappen
- Faculteit Educatie
- Faculteit Landbouwwetenschappen
- Faculteit Al-Alsun (Taalwetenschappen)
- Faculteit Informatica
- Faculteit Tandheelkunde
- Faculteit Farmacie
- Faculteit Verpleegkunde
- Faculteit Specifieke Educatie
- College of Women for Arts, Science and Education
- Instituut voor Milieukunde en Onderzoek
- Instituut voor Pedagogische Wetenschappen

## Campussen
Er zijn zeven campussen verspreid over Caïro. Vier daarvan bevinden zich in Alabassya, twee in Heliopolis en één in Shubra El Khema.

### Alabassya
In Alabassya zijn de volgende campussen te vinden:
- Hoofdcampus: huisvest de raad van bestuur (in het Zaafaranapaleis), de universiteitsbibliotheek, de slaapzalen en de Faculteiten Informatica, Kunst en Cultuur, Natuurwetenschappen en Rechtsgeleerdheid
- Khalifa Mamoun Campus: huisvest de Faculteiten Handel, Tandheelkunde, Farmacie en Taalwetenschappen, alsmede het Instituut voor Milieukunde en Onderzoek en het Instituut voor Pedagogische Wetenschappen.
- Geneeskundefaculteitcampus: huisvest de Faculteiten Geneeskunde, Tandheelkunde en Verpleegkunde, alsmede de onderwijsziekenhuizen (Demerdash)
- Techniekfaculteitcampus: huisvest de Faculteit Techniek en een klein stadion. Deze faculteit begon in 1839 als School of Technical Operations

### Heliopolis
- College of Women for Arts, Science and Education-campus: huisvest de College of Women for Arts, Science and Education, en een aantal studies van de Faculteiten Taalwetenschappen en Informatica
- Educatiefaculteitcampus: huisvest de Faculteit Educatie

### Shubra el Khema
- Landbouwwetenschappenfaculteitcampus: huisvest de Faculteit Landbouwwetenschappen

## Raad van bestuur
De raad van bestuur bestaat uit de volgende personen:

### Rector
- Hussein Mohammed Ahmed Essa

### Vice-rectoren
- Mohammed El-Husseiny El-Tokhy - portefeuille Onderwijs en Studentenzaken
- Abdel Wahab Mohammed Ezzat - portefeuille Promoties en Onderzoek
- Ali Abd-El-Aziz Ali - portefeuille Ontwikkeling en Milieuzaken

## Samenwerking
De Ain Shams-universiteit is lid van de Vereniging van Afrikaanse Universiteiten en de Internationale Vereniging van Universiteiten. Daarnaast werkt de universiteit samen met vele internationale universiteiten uit de Arabische wereld, maar ook uit andere delen van de wereld.

## Alumni
Enkele bekende alumni zijn:
- Ekmeleddin İhsanoğlu, secretaris-generaal van de Organisatie voor Islamitische Samenwerking van de Verenigde Naties, studeerde natuurwetenschappen
- Ali Gomaa, 18e grootmoefti van Egypte, studeerde handelswetenschappen
- Mohammed Mahdi Akef, voormalig hoofd van de Moslimbroederschap, studeerde rechtsgeleerdheid